# 알렉산드르 게르첸

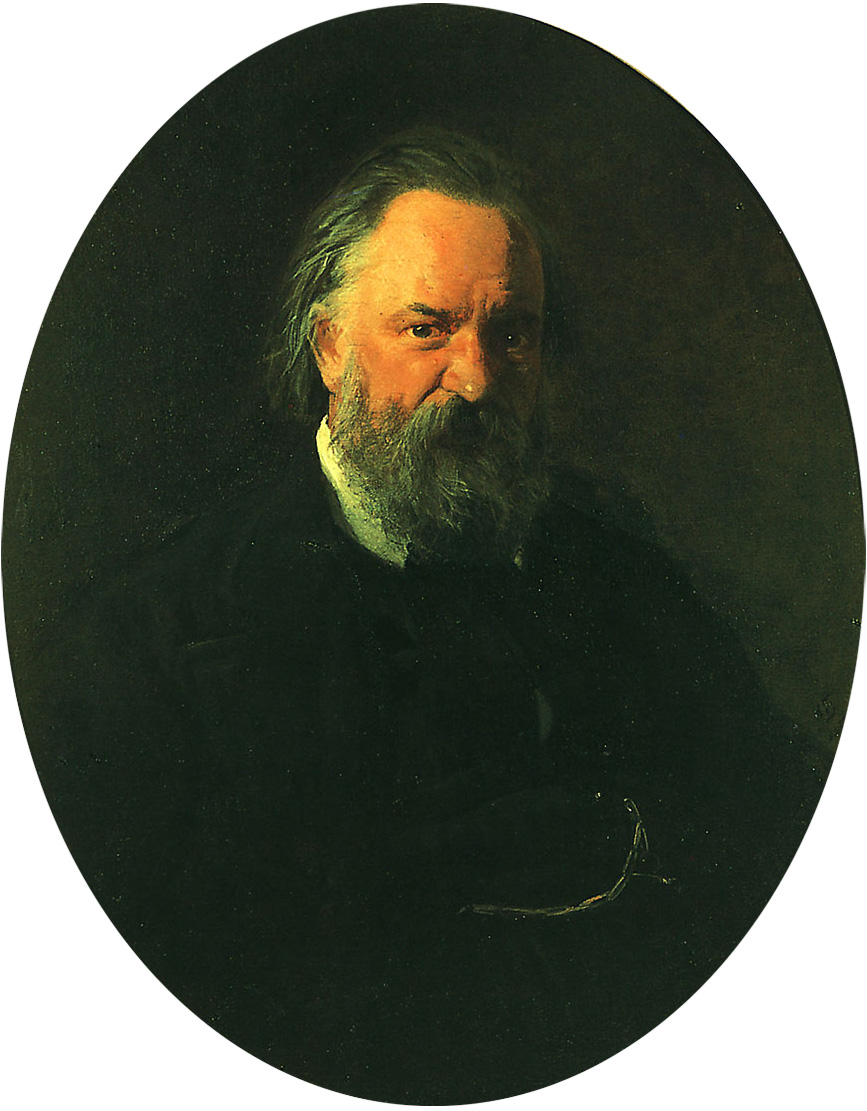
게르첸

알렉산드르 이바노비치 게르첸(러시아어: Алекса́ндр Ива́нович Ге́рцен, 1812년 4월 6일 ~ 1870년 1월 21일)은 러시아의 사상가·소설가이다. 처음에는 서구 문화를 도입하여, 러시아의 개혁을 꾀하는 서구주의자(西歐主義者)로 활약하고 사회주의 이론의 발달에도 공헌하였다. 그 후 서구주의를 버리고, 러시아의 농촌 공동체를 기초로 하여 자본주의를 거치지 않고 사회주의에 도달할 수 있다고 주장, 사회주의적 색채를 띠게 되었다. 그의 주저로는 『과거와 사색』이 있다.

## 같이 보기
- 다원주의
- 에드워드 핼릿 카